# Marita Keilson-Lauritz
Marita Keilson-Lauritz (* 28. März 1935 als Marita Ingeborg Ellinor Lauritz in Tallinn/Estland) ist eine deutsche Literaturwissenschaftlerin und Literaturhistorikerin, die über Stefan George und seinen Kreis sowie zahlreiche Beiträge zum Thema Homosexualität publizierte. Sie war mit dem deutsch-niederländischen Psychoanalytiker und Schriftsteller Hans Keilson verheiratet.

## Leben
Der Vater von Marita Keilson-Lauritz, Werner Lauritz, war ein kaufmännischer Angestellter, die Mutter Mary Elfriede Giesecke eine Volksschullehrerin. Der Vater hatte den Familiennamen von Laurids in Lauritz umwandeln lassen. 1939 wurde die Familie mit anderen Baltendeutschen in Folge des Hitler-Stalin-Paktes in die Provinz Posen umgesiedelt. Im Zweiten Weltkrieg wurde der Vater zur Wehrmacht eingezogen. 1945 flohen Mutter und Tochter nach Mecklenburg zu Verwandten. Als der Vater aus der Kriegsgefangenschaft zurückkam und eine Stelle in Fürth antrat, verbrachte Keilson-Lauritz ihre letzten Schuljahre ab 1951 in Nürnberg. 
Nach dem Abitur 1954 studierte sie als einzige Frau unter künftigen Pastoren Theologie an der Augustana-Hochschule Neuendettelsau. Dort brach sie das Studium ab und heiratete 1958 Johannes Koch. Aus der Ehe ging 1960 eine Tochter hervor. Nach ihrer Scheidung 1961 studierte sie Theaterwissenschaft und Germanistik an der Friedrich-Alexander-Universität Erlangen-Nürnberg, zu ihren akademischen Lehrern gehörten Hans Schwerte und Hans-Joachim Schoeps. Nach einem Referat über Ludwig Klages und Alfred Schuler in seinem Seminar „Literatur im Wilhelmischen Zeitalter“ lud Schwerte Keilson-Lauritz ein, bei ihm über Schuler zu promovieren. 
Dies war der Beginn ihrer Auseinandersetzung mit der Geschichte der Homosexualität und der homoerotischen Literatur. Ab 1966 forschte sie am Castrum Peregrini in Amsterdam über die Geschichte von Stefan George und seinem Kreis. Hier lernte sie Hans Keilson kennen, den sie im November 1970 heiratete.
In den Niederlanden unterrichtete Keilson-Lauritz an der School voor de Journalistiek in Utrecht Deutsch als Fremdsprache. In den 1980er Jahren hielt sie Kurse zur Geschichte der homoerotischen Literatur an der Universität von Amsterdam. 1986 machte sie das Doctoraalexamen, 1997 erfolgte die Promotion über Die Geschichte der eigenen Geschichte. Zusammen mit dem niederländischen Schriftsteller Jos Versteegen sichtete sie den Nachlass ihres Ehemannes. 2023 erschien die Biografie Hans Keilson. Telkens een nieuw leven in niederländischer Sprache. Marita Keilson-Lauritz lebt in den Niederlanden in Bussum.
Im Jahr 2015 veranstaltete das Moses-Mendelssohn-Zentrum zu Ehren von Keilson-Lauritz ein Symposion an der Universität Potsdam.

## Publikationen (Auswahl)

### Monographien
- (Hrsg.): Hans Keilson: Sonette für Hanna. S. Fischer Verlag, Frankfurt am Main 2016, ISBN 978-3-10-490148-0.
- (Hrsg.): Hans Keilson: Tagebuch 1944 und 46 Sonette. S. Fischer Verlag, Frankfurt am Main 2014, ISBN 978-3-10-002238-7.
- Kentaurenliebe. Seitenwege der Männerliebe im 20. Jahrhundert. Essays 1995 – 2010. Männerschwarm Verlag, Hamburg 2013, ISBN 978-3-86300-138-4.
- mit Rolf F. Lang: Emanzipation hinter der Weltstadt. Adolf Brand und die Gemeinschaft der Eigenen. Katalog zur Ausstellung vom 7. Oktober bis 17. November 2000 in Berlin-Friedrichshagen. Müggel-Verlag, Berlin 2000.
- Die Geschichte der eigenen Geschichte. Literatur und Literaturkritik in den Anfängen der Schwulenbewegung. Verlag Rosa Winkel, Hamburg 1997, ISBN 978-3-86149-063-0.
- Von der Liebe, die Freundschaft heißt. Zur Homoerotik im Werk Stefan Georges. Verlag Rosa Winkel, Hamburg 1987, ISBN 978-3-921495-56-8.
- mit Wolfgang Frommel, Karl-Heinz Schuler (Hrsg.): Alfred Schuler, drei Annäherungen. Castrum Peregrini Presse, Amsterdam 1985, ISBN 978-3-8353-0417-8.

### Aufsätze und Artikel (Auswahl)
- Hans Dietrich Hellbach und die Freundesliebe im 18. Jahrhundert. In: Rüdiger Lautmann: Capricen. Momente schwuler Geschichte. Männerschwarm Verlag, Hamburg 2014, S. 254–266.
- Hösslis „Stimmen und Zeugen“ und der Homo-Kanon. In: Rolf Thalmann (Hg.): Keine Liebe ist an sich Tugend oder Laster. Heinrich Hössli (1784–1864) und sein Kampf für die Männerliebe (Schriften der Heinrich Hössli Stiftung, 1). Chronos Verlag, Zürich 2014, S. 151–172.
- Hundert Jahre Unsterblichkeit. Zur vorläufigen Sichtung des Nachlasses von Hans Keilson. In: Simone Schröder, Ulrike Weymann, Andreas M. Widman: „Die vergangene Zeit bleibt die erlittene Zeit.“ Untersuchungen zum Werk von Hans Keilson. Königshausen & Neumann, Würzburg 2013, S. 279–288.
- Vom Schicksal des pädagogischen Eros, oder: Das Dilemma der Emanzipation. [Vortrag INA-Tagung, Berlin, 25. Sept. 2010]. In: Capri, 47/2013, S. 28–31.
- Das Liebesleben in der Natur und die Venus Urania. Wilhelm Bölsche als heimlicher Inspirator von Benedict Friedlaenders Soziabilitätskonzept. In: Gerd-Hermann Susen, Edith Wack: „Was wir im Verstande ausjäten, kommt im Traume wieder.“ Wilhelm Bölsche 1861–1939. Königshausen & Neumann, Würzburg 2012, S. 159–171.
- Lauter schwule Reisen? Ein Versuch zu einer Theorie der Homotextualität am Beispiel von Richard Kandt, Wolfgang Cordan und Hubert Fichte. In: arcadia, 46, 12/2011, S. 378–395.
- Erinnerungspunkte. Überlegungen zur Arbeit am Exil-Gästebuch Magnus Hirschfelds. In: Helene Belndorfer; Siglinde Bolcher; Peter Roessler; Herbert Staud: Subjekt des Erinnerns? Drava Verlag, Klagenfurt 2011, S. 59–70.
- mit Ralf Dose: Vielen Dank, Erich Kästner! Die Berliner Bücherverbrennung – am Morgen nach der Tat. In: Julius H. Schoeps, Werner Treß (Hrsg.): Verfemt und verboten. Voraussetzungen und Folgen der Bücherverbrennungen 1933. Georg Olms Verlag, Hildesheim/Zürich/New York 2010, S. 169–176.
- mit Ralf Dose: „Für die Echtheit der Handschrift verbürge ich mich.“ Ein Tagebuch-Fragment Magnus Hirschfelds im Nachlass von Erich Kästner. In: Mitteilungen der Magnus-Hirschfeld-Gesellschaft, 2009 43-44, S. 9–20.
- Ein Rest wird übrig bleiben… Hirschfelds Gästebuch als biographische Quelle. In: Mitteilungen der Magnus-Hirschfeld-Gesellschaft, 2008, S. 36–49.
- Eros trifft Thanatos. Überlegungen zu makabrer Homoerotik am Beispiel von Hans Henny Jahnns Neuem Lübecker Totentanz. In: Forum Homosexualität und Literatur, 48/2006, S. 39–50.
- Hirschfelds Gäste. Eine Ausstellung zu einem Exil-Gästebuch. In: Hinter der Weltstadt. Mitteilungen des Kulturhistorischen Vereins Friedrichshagen e. V., 14/2006, S. 13–16.
- Benedict Friedlaender und die Anfänge der Sexualwissenschaft. In: Zeitschrift für Sexualforschung, 18, 4/2005, S. 311–331.
- Magnus Hirschfeld und seine Gäste. Das Exil-Gästebuch 1933–1935. In: Elke-Vera Kotowski; Julius H. Schoeps (Hrsg.): Magnus Hirschfeld. Ein Leben im Spannungsfeld von Wissenschaft, Politik und Gesellschaft. be.bra wissenschaft, Berlin 2004, S. 71–92.
- Internationale Hirschfeld-Tagung im Potsdamer Moses Mendelssohn Zentrum. Ein nachdenklicher Bericht. In: Forum Homosexualität und Literatur, 42/2003, S. 113–118.
- Stefan Georges Geheimnis. Kritische Anmerkungen zur ersten George-Biographie. In: Forum Homosexualität und Literatur, 43/2003, S. 57–85.
- mit Dirk Ruder: Eine üble Entgleisung. In: Gigi, 27/2003, Sept./Okt., S. 22–23.
- mit Friedemann Pfäfflin: 100 Jahre Schwulenbewegung an der Isar I: Die Sitzungsberichte des Wissenschaftlich-humanitären Comitees München 1902–1908. Forum Homosexualität und Geschichte, München 2002.
- mit Friedemann Pfäfflin: Die Sitzungsberichte des wissenschaftlich-humanitären Komitees München 1902–1908. In: Capri, 28/2000, S. 2–33.
- Adolf Brand und Der Eigene. Zur Geschichte einer 'bewegten' Zeitschrift. In: Mark Lehmstedt; Andreas Herzog: Das bewegte Buch. Buchwesen und soziale, nationale und kulturelle Bewegungen um 1900. Harrassowitz Verlag, Wiesbaden 1999, S. 327–348.
- Ganz schön traurig. Zum Tode von Detlev Meyer. In: Forum Homosexualität und Literatur, 35/1999, S. 143–148.
- mit Friedemann Pfäfflin: Unzüchtig im Sinne des § 184 des Strafgesetzbuchs. Drei Urteilstexte und ein Einstellungsbeschluß. In: Forum Homosexualität und Literatur, 34/1999, S. 33–98.
- Literatur als Alternative. In: Ursula Ferdinand; Andreas Pretzel; Andreas Seeck: Verqueere Wissenschaft? Zum Verhältnis von Sexualwissenschaft und Sexualreformbewegung in Geschichte und Gegenwart. LIT, Münster 1998, S. 77–82.
- Die Geschichte der eigenen Geschichte. Literatur und Literaturkritik in den Anfängen der Schwulenbewegung am Beispiel des „Jahrbuchs für sexuelle Zwischenstufen“ und der Zeitschrift „Der Eigene“. Verlag Rosa Winkel, Berlin 1997.
- Von der Notwendigkeit schwuler Forscher/innen. Eine Antwort. In: Forum Homosexualität und Literatur, 21/1994, S. 89–92.
- Masks and signals – textual strategies of homoeroticism. In: Literature & Art, 1/1987, S. 168–180.